# HACEK
Els organismes HACEK són un grup de bacteris gramnegatius exigents que són una causa inusual d'endocarditis infecciosa. HACEK és una abreviatura de les inicials dels gèneres d'aquest grup de bacteris: Haemophilus, Aggregatibacter (antigament Actinobacillus), Cardiobacterium, Eikenella, Kingella. Els organismes HACEK són una part normal de la microbiota humana, que viuen a la regió orofaríngia.
Els bacteris es van agrupar originalment perquè es pensava que eren una causa important d'endocarditis infecciosa, però investigacions recents han demostrat que són rars i només són responsables de l'1,4-3,0% de tots els casos d'aquesta malaltia.